# Cieśnina Koziorożca
Cieśnina Koziorożca (ang. Capricorn Channel) – kanał morski na Morzu Koralowym, położony u wschodnich wybrzeży stanu Queensland w Australii, w południowej części Wielkiej Rafy Koralowej, oddzielający archipelag Capricorn and Bunker Group (na zachodzie) od grupy raf koralowych Swain Reefs (na północnym wschodzie). Ma około 60 mil (97 km) szerokości i do 90 m głębokości. Nazwa cieśniny pochodzi od jej szerokości geograficznej (przebiega przez nią zwrotnik Koziorożca). 